# Santoyo
Santoyo é um município da Espanha na província de Palência, comunidade autónoma de Castela e Leão, de área 34,71 km² com população de 267 habitantes (2004) e densidade populacional de 7,69 hab/km².

## Demografia
| Variação demográfica do município entre 1991 e 2004 | Variação demográfica do município entre 1991 e 2004 | Variação demográfica do município entre 1991 e 2004 | Variação demográfica do município entre 1991 e 2004 |
| --------------------------------------------------- | --------------------------------------------------- | --------------------------------------------------- | --------------------------------------------------- |
| 1991                                                | 1996                                                | 2001                                                | 2004                                                |
| 329                                                 | 298                                                 | 281                                                 | 267                                                 |